# Serratella tsuno
Serratella tsuno is een haft uit de familie Ephemerellidae. De wetenschappelijke naam van de soort is voor het eerst geldig gepubliceerd in 2008 door Jacobus & McCafferty.
De soort komt voor in het Palearctisch gebied.